# Dying Breed
Dying Breed is een Australische thriller/horrorfilm uit 2008 onder regie van Jody Dwyer. Het verhaal hiervan werd geïnspireerd door de legende over de Ier Alexander 'The Pieman' Pearce, die in 1824 werd opgehangen in Van Diemensland (het latere Tasmanië). Hij was naar Australië verbannen, dat toen nog onderdeel van het Britse Rijk was, maar ontkwam daar aan vervolging door het woud rond de Pieman River in te vluchten. Toen hij teruggevonden werd, bleek dat hij zich in leven had gehouden door mensenvlees te eten.

## Verhaal
Nina (Mirrah Foulkes) en haar vriend Matt (Leigh Whannell) gaan samen naar Tasmanië omdat zij daar het werk van haar omgekomen jongere zusje (Sally McDonald) wil afmaken. Die was op zoek naar aanwijzingen dat de Tasmaanse tijger daar nog levend rond zou lopen, terwijl het dier officieel in 1936 is uitgestorven. Nina's zusje stuurde haar niettemin een foto van een verse pootadruk, die volgens computeranalyse met zekerheid van een Tasmaanse duivel is. Vlak na het versturen werd ze op twintigjarige leeftijd dood aangetroffen in de Pieman River. Officieel was ze verdronken, maar toen ze gevonden werd, ontbraken om nooit onopgehelderde reden al haar tanden.
Nina en Matt ontmoeten in Australië zijn jeugdvriend Jack (Nathan Phillips). Die gaat mee zoeken, deels om Matt te helpen, maar niet minder omdat een lokale televisiezender hem 1.000.000,- Australische dollar in het vooruitzicht heeft gesteld in ruil voor beeldmateriaal van een nog levende Tasmaanse tijger. Jack stelt het stel voor aan een vierde persoon die meereist, zijn meest recente vriendin Rebecca 'Becky'  (Melanie Vallejo). Samen stappen ze in Jacks nieuwe auto en rijden ze naar het kleine nederzettinkje Sarah Island, dat aan de monding van de Pieman River ligt. De bevolking is er beschaafd, maar leeft primitief, is voor het grootste gedeelte hardhandig in de omgang en zichtbaar een product van inteelt. Hoewel Ethel (Elaine Hudson) ze vertelt dat haar logeerkamers volgeboekt zijn, heeft mede-eigenaar Harvey (Bille Brown) wel een paar kamers waarin de twee stellen kunnen overnachten, mits ze daaraan geen hoge eisen stellen. Ze accepteren die graag en de volgende morgen gaan ze met zijn vieren in hun bootje de Pieman River op, op zoek naar een Tasmaanse tijger in het dichtbeboste binnenland.
Tussen Nina en jack heerste al een negatieve spanning en die loopt op wanneer zij een foto wil maken van een konijn dat ze ziet zitten. Voor ze af kan drukken, wordt het beestje doorboord door een pijl uit de kruisboog van Jack, die op plezierjacht is. Op dat moment wordt op Sarah Island Alfred (Reg Evans) wakker uit een nare droom. Hieruit blijkt hoe Nina's zusje destijds vedronk. Alfred heeft dat vanaf nabij zien gebeuren. Ze is verdronken in de Pieman River omdat ze zich daar wanhopig vanaf een clif op grote hoogte in liet vallen. Dit nadat ze ontsnapte uit de handen van Harvey, die eigenlijk Rowan Pearce heet. Hij blijkt een directe nakomeling van de legendarische kannibaal Alexander Pearce, die in de bossen van Tasmanië leefde op mensenvlees. Sinds de tijd van Alexander Pearce heeft de familie altijd haar directe bloedlijn voortgezet. Vrouwen als Nina's zusje werden daarom gevangengenomen en als broedmachine gebruikt om de Pearce-populatie op stand te houden. Haar tanden waren getrokken zodat ze zich daarmee niet kon verweren tijdens de verkrachtingen. Hoewel ze heeft weten weg te komen, hadden Harvey en zijn vrienden haar snel gevonden. Toen ze bij de clif aankwam, kon ze alleen nog springen of mee teruggevoerd worden.
Voor het viertal reizigers begint de nachtmerrie als Nina daadwerkelijk een Tasmaanse tijger denkt te zien. Ze gaat snel haar fototoestel pakken, maar als ze weer buitenkomt ziet ze het beest niet meer. Tijdens het zoeken raakt Rebecca vervolgens even gescheiden van de groep. Tot haar schrik loopt ze midden in het woud het kleine meisje Katie (Sheridan Harvey) tegen het lijf. Omdat ze al haar aandacht op het kind richt, ziet ze niet dat ze van achteren aangevallen wordt. Na een klap op haar hoofd valt ze dood neer. De man die haar aanviel neemt daarna direct een hap uit haar gezicht. Wanneer de andere drie merken dat Rebecca weg is, willen ze haar gaan zoeken, maar lopen ze Harvey en Alfred tegen het lijf. Alfred kwam er thuis achter dat zijn dochtertje zoek was en is haar daarom samen met Harvey gaan zoeken. Terwijl Harvey vervolgens Katie terug naar Sarah Island brengt, gaat Alfred met het drietal reizigers mee op zoek naar Rebecca. Het drietal weet niet dat de tunnel waar hij ze doorleidt, uitkomt op het jachtgebied van Harvey en zijn familieleden, die voedsel - en in Nina een nieuwe broedmachine - in het vooruitzicht hebben gekregen. Het gezelschap begint te beseffen in wat voor nachtmerrie te zijn terechtgekomen wanneer ze bij een hutje aankomen dat vol ligt met bloed en botten. Bovendien hangt buiten Rebecca aan een haak, met een van haar onderbenen al afgezet.

## Rolverdeling
- Nathan Phillips: Jack
- Leigh Whannell: Matt
- Bille Brown: Harvey / Rowan
- Mirrah Foulkes: Nina
- Melanie Vallejo: Rebecca
- Ken Radley: Liam
- Elaine Hudson: Ethel
- Sheridan Harvey: Katie
- Peter Docker: Alexander Pearce
- Boris Brkic: Sergeant Symons
- Sally McDonald: Ruth
- Brendan Donoghue: Gareth
- Reg Evans: Alfred